# Хмелевская (Вологодская область)
Хмелевская — деревня в Вожегодском районе Вологодской области.
Входит в состав Митюковского сельского поселения, с точки зрения административно-территориального деления — в Митюковский сельсовет.
Расстояние по автодороге до районного центра Вожеги — 80 км, до центра муниципального образования Сосновицы — 12 км. Ближайшие населённые пункты — Якунинская, Черновская, Окуловская.
По переписи 2002 года население — 26 человек (12 мужчин, 14 женщин). Преобладающая национальность — русские (92 %).